# Deutsches Ärzteblatt
Deutsches Ärzteblatt («Дойчес Эрцтеблатт») — еженедельный немецкий медицинский журнал, издаваемый в Германии.

## Профиль
Deutsches Ärzteblatt публикуется издательством Deutscher Ärzte Verlag (Дойчер Эрцте Ферлаг), которым совместно владеют Немецкая медицинская Ассоциация (Bundesärztekammer) и Национальная ассоциация Обязательного Медицинского Страхования врачей (Kassenärztliche Bundesvereinigung). Официальный журнал данных органов, Deutsches Ärzteblatt распространяется всем врачам в Германии. Публикуется в трех разновидностях, посвященных медицинской практике, клиническим и прочим вопросам. Штаб-квартира журнала находится в Кельне, редакция в г. Берлин.
В 2008 был запущен выпуск международного издания Deutsches Ärzteblatt (Deutsches Ärzteblatt International). Издание публикуется один раз в неделю на немецком и английском языках, является рецензируемым журналом с открытым доступом к материалам; журнал индексируется базами данных Medline, PubMed и другими.
В 2013 году Deutsches Ärzteblatt выходил тиражом в 370 000 экземпляров.